# Naarda jucundalis
Naarda jucundalis là một loài bướm đêm trong họ Noctuidae.